# Castelnuovo d'Elsa
Castelnuovo d'Elsa is een plaats (frazione) in de Italiaanse gemeente Castelfiorentino.